# Microregiunea Oroszlány
Microregiunea Oroszlány (în maghiară Oroszlányi kistérség) a fost o microregiune statistică (kistérség) din județul Komárom-Esztergom, Ungaria.
Cu o populație de 26.353 locuitori și o suprafață de 199,39 km2, aceasta a existat până în 2014, când în Ungaria, microregiunile ”kistérségek” au fost înlocuite de districte (járások).